# Jiu
Jiu (rumunsky Râul Jiu) je řeka v Rumunsku (župy Hunedoara, Gorj, Dolj). Dlouhá je 331 km. Její povodí má rozlohu 10 070 km².

## Průběh toku
Vzniká u města Petroșani soutokem zdrojnic Západní a Východní Jiu, které stékají ze svahů Jižních Karpat. Na horním toku teče kotlinou Petroșani, načež protéká soutěskou Surduk do kopcovitého předhůří Oltenie. Na dolním toku teče v širokém údolí. Ústí zleva do Dunaje.

## Vodní režim
K nejvyšším vodním stavům dochází na jaře. Na řece dochází k prudkým nenadálým povodním. Průměrný průtok vody na dolním toku činí 80 m³/s.

## Využití
Vodní doprava není možná. Protéká městy Petroșani, Târgu Jiu, Filiași a v jejím údolí se nachází také město Craiova.